# Pristaulacus lindae
Pristaulacus lindae är en stekelart som beskrevs av Turrisi 2000. Pristaulacus lindae ingår i släktet Pristaulacus och familjen vedlarvsteklar. Inga underarter finns listade i Catalogue of Life.